# Klaus Nars Holm
Klavs Nars Holm er en 0,005 km² lille ø i den østlige del af Farum Sø. Holmen er privatejet, og der er to huse på øen. Det ene har to helårsbeboere, mens det andet hus udlejes som fritidshus. Tegneren Nikoline Werdelin har boet fast på øen.
Der knytter sig mange historier og sagn til Farum Sø. Det mest kendte er sagnet om Klavs Nar, der har givet navn til øen. Klavs Nar var ifølge den mest populære udgave af sagnet hofnar hos Valdemar Atterdag og bad som belønning for mange års tro tjeneste om at få et len af kongen. Det gik kongen ind på og gav ham øen som len, men efter at have set på øen bød narren kongen på ålesuppe, og kongen smagte på den og bemærkede, at den var tynd, hvorefter narren svarede: "Så ålesuppe uden ål, så len uden land".
Frederik 7. og grevinde Danner har under besøg på Farumgård foretaget en udflugt til holmen for dér at nyde deres eftermiddagskaffe.